# Iridana euprepes
Iridana euprepes är en fjärilsart som beskrevs av Druce 1905. Iridana euprepes ingår i släktet Iridana och familjen juvelvingar. Inga underarter finns listade i Catalogue of Life.